# Gaddikeri, Hagaribommanahalli
Gaddikeri là một làng thuộc tehsil Hagaribommanahalli, huyện Bellary, bang Karnataka, Ấn Độ.